# Hugues Lapointe
Pour les articles homonymes, voir Lapointe.
Hugues Lapointe, né le 3 mars 1911 à Rivière-du-Loup et mort le 13 novembre 1982 à Sainte-Foy, est un avocat et un homme politique canadien. Il fut député libéral de Lotbinière à la Chambre des communes, ministre dans le cabinet de Louis St-Laurent, représentant du Québec à Londres et lieutenant-gouverneur du Québec de 1966 à 1978.

## Biographie

### Jeunesse
Fils du ministre et député Ernest Lapointe, Hugues Lapointe est né à Rivière-du-Loup le 3 mars 1911. Après des études en droit à l'Université d'Ottawa et à l'Université Laval, il est admis au Barreau du Québec en 1935. Il exerce le droit à Québec de 1936 à 1961 en association avec son père, Taschereau Fortier et Guy Roberge.
Il participe à la Seconde Guerre mondiale avec le régiment de la Chaudière, avant d'être démobilisé avec le grade de lieutenant-colonel.

### Carrière politique
Il commence sa carrière politique en 1940 en étant élu député libéral de Lotbinière à la Chambre des communes, une fonction qu'il occupe durant 17 ans, jusqu'à sa défaite électorale de 1957. Il est successivement adjoint parlementaire du ministre de la Défense nationale du 25 septembre 1945 au 18 janvier 1949, puis du ministre des Affaires extérieures du 19 janvier au 23 août 1949, avant de devenir ministre dans le cabinet du premier ministre Louis St-Laurent, où il est tour à tour solliciteur général du Canada (24 août 1949 - 6 août 1950), ministre des Affaires des Anciens Combattants (7 août 1950-21 juin 1957), puis ministre des Postes (3 novembre 1955-21 juin 1957). 
En 1961, il devient délégué général du Québec à Londres, une fonction qu'il occupe jusqu'à sa désignation comme lieutenant-gouverneur du Québec en 1966 à la suite de la mort de Paul Comtois. Il occupe ce poste jusqu'au 27 avril 1978.

### Fin de carrière
Il a été fait officier de l'Ordre du Canada en 1979.
Il a ensuite été avocat-conseil pour le cabinet Goodwin, De Blois et Associés, de Québec, de 1978 jusqu'à son décès, survenu à Sainte-Foy le 13 novembre 1982. Il a été inhumé à Rivière-du-Loup trois jours plus tard.

## Hommages
La rue Lapointe qui était dans l'ancienne ville de Sillery a été nommée en son honneur. Sillery est maintenant un arrondissement de Québec.

## Archives
Il y a un fonds d'archives Hugues Lapointe à Bibliothèque et Archives Canada. 